# طواف بلجيكا 2017
طواف بلجيكا 2017 (بالإنجليزية: 2017 Tour of Belgium)‏ هو سباق دراجات هوائية، وهو الموسم رقم 87 من نفس السباق، وأقيم خلال الفترة 24 مايو 2017، وحتى 28 مايو 2017، وامتدّ لمسافة 728.6 كيلومتر، وهو أحد سباقات طواف أوروبا للدراجات 2017، وهو من نوع سباق المرحلة، وقد شارك في السباق 156 متسابقاً.
فاز فيه بالمركز الأول ينس كوكلاير، وبالمركز الثاني ريمي كافانيا، وبالمركز الثالث طوني مارتين.

## الفرق
| فرق عالمية (5)- Astana - Katusha-Alpecin - Lotto-Soudal - Quick-Step Floors - Trek-Segafredo فرق قارية محترفة (10)- أكوا بلو سبورت 2017 ‏ - Cofidis, Solutions Crédits - Direct Énergie - Fortuneo-Vital Concept - نيبو-فيني فانتيني 2017 ‏ - رومبوت تشارلز ‏ - سبورت فلاندرين بالويس 2017 ‏ - Verandas Willems-Crelan ‏ - Wanty-Groupe Gobert - بنجوال باوليز ساوكس دبليو بي ‏ فرق قارية (4)- Beobank-Corendon - Team Metalced ‏ - Pauwels Sauzen–Vastgoedservice ‏ - Baloise–Trek Lions ‏ فريق وطني- فريق بلجيكا لركوب الدراجات للرجال 2017 ‏ |  |
| |  |

## المراحل
| قائمة المراحل | قائمة المراحل | قائمة المراحل             | قائمة المراحل  | قائمة المراحل | قائمة المراحل     | قائمة المراحل |
| المرحلة       | التاريخ       | الدورة                    |                | المسافة (كم)  | الفائز بالمرحلة   | القائد العام  |
| ------------- | ------------- | ------------------------- | -------------- | ------------- | ----------------- | ------------- |
| 1             | 24 مايو       | Lochristi ‏ – كنوكه- هايست | مرحلة جبلية    | 178.8         | بريان كوكار       | بريان كوكار   |
| 2             | 25 مايو       | كنوكه- هايست – Moorslede ‏ | مرحلة جبلية    | 199           | ماثيو فان دير بيل | فيليب جيلبير  |
| 3             | 26 مايو       | بيفيرن – بيفيرن           | فردي ضد الساعة | 13.4          | ماتياس براندل     | فاوت فان آرت  |
| 4             | 27 مايو       | أن – أن                   | مرحلة جبلية    | 167.8         | ماوريتس لامرتينك  | ريمي كافانيا  |
| 5             | 28 مايو       | تينين – تونغرين           | مرحلة مستوية   | 169.6         | ينس ديبوشار       | ينس كوكلاير   |

## النتيجة

### مرحلة 1
أجريت في 24 مايو 2017، وامتدّت لمسافة 178.8 كيلومتر.
| التصنيف العام | التصنيف العام     | التصنيف العام   | التصنيف العام          | التصنيف العام |        |
| الدراج        | الدراج            | البلد           | الفريق                 | الوقت         | السرعة |
| ------------- | ----------------- | --------------- | ---------------------- | ------------- | ------ |
| 1.            | بريان كوكار       | فرنسا           | ديركت إينرجي           | 4 س 08 د 48 ث |        |
| 2.            | لاسي نورمان هانسن | الدنمارك        | Aqua Blue Sport        | + 1 ث         |        |
| 3.            | ينس ديبوشار       | بلجيكا          | لوتو سودال             | + 4 ث         |        |
| 4.            | دانيال مكلاي      | المملكة المتحدة | Fortuneo-Vital Concept | + 6 ث         |        |
| 5.            | بيتر فانسبيوك     | بلجيكا          | Wanty-Groupe Gobert    | + 6 ث         |        |

### مرحلة 2
أجريت في 25 مايو 2017، وامتدّت لمسافة 199 كيلومتر.
| التصنيف العام | التصنيف العام   | التصنيف العام | التصنيف العام                | التصنيف العام |        |
| الدراج        | الدراج          | البلد         | الفريق                       | الوقت         | السرعة |
| ------------- | --------------- | ------------- | ---------------------------- | ------------- | ------ |
| 1.            | فيليب جيلبير    | بلجيكا        | كويك ستب-فلورز               | 8 س 51 د 57 ث |        |
| 2.            | فاوت فان آرت    | بلجيكا        | Verandas Willems-Crelan      | + 6 ث         |        |
| 3.            | أوليفر ناسن     | بلجيكا        | بلجيكا                       | + 8 ث         |        |
| 4.            | فلوريان سينيشال | فرنسا         | كوفيديس                      | + 12 ث        |        |
| 5.            | أوليفير بارديني | بلجيكا        | WB-Veranclassic-Aqua Protect | + 13 ث        |        |

### مرحلة 3
أجريت في 26 مايو 2017، وامتدّت لمسافة 13.4 كيلومتر.
| التصنيف العام | التصنيف العام     | التصنيف العام | التصنيف العام           | التصنيف العام |        |
| الدراج        | الدراج            | البلد         | الفريق                  | الوقت         | السرعة |
| ------------- | ----------------- | ------------- | ----------------------- | ------------- | ------ |
| 1.            | فاوت فان آرت      | بلجيكا        | Verandas Willems-Crelan | 9 س 07 د 57 ث |        |
| 2.            | طوني مارتين       | ألمانيا       | كاتوشا ألبيسين          | + 10 ث        |        |
| 3.            | ماتياس براندل     | النمسا        | تريك سيغافريدو          | + 11 ث        |        |
| 4.            | فيليب جيلبير      | بلجيكا        | كويك ستب-فلورز          | + 19 ث        |        |
| 5.            | لاسي نورمان هانسن | الدنمارك      | Aqua Blue Sport         | + 24 ث        |        |

### مرحلة 4
أجريت في 27 مايو 2017، وامتدّت لمسافة 167.8 كيلومتر.
| التصنيف العام | التصنيف العام | التصنيف العام | التصنيف العام  | التصنيف العام  |        |
| الدراج        | الدراج        | البلد         | الفريق         | الوقت          | السرعة |
| ------------- | ------------- | ------------- | -------------- | -------------- | ------ |
| 1.            | ريمي كافانيا  | فرنسا         | كويك ستب-فلورز | 13 س 18 د 23 ث |        |
| 2.            | ينس كوكلاير   | بلجيكا        | بلجيكا         | + 1 ث          |        |
| 3.            | طوني مارتين   | ألمانيا       | كاتوشا ألبيسين | + 5 ث          |        |
| 4.            | فيليب جيلبير  | بلجيكا        | كويك ستب-فلورز | + 14 ث         |        |
| 5.            | جوليان فيرموت | بلجيكا        | كويك ستب-فلورز | + 34 ث         |        |

### مرحلة 5
أجريت في 28 مايو 2017، وامتدّت لمسافة 169.6 كيلومتر.
| التصنيف العام | التصنيف العام | التصنيف العام | التصنيف العام  | التصنيف العام  |        |
| الدراج        | الدراج        | البلد         | الفريق         | الوقت          | السرعة |
| ------------- | ------------- | ------------- | -------------- | -------------- | ------ |
| 1.            | ينس كوكلاير   | بلجيكا        | بلجيكا         | 16 س 59 د 42 ث |        |
| 2.            | ريمي كافانيا  | فرنسا         | كويك ستب-فلورز | + 6 ث          |        |
| 3.            | طوني مارتين   | ألمانيا       | كاتوشا ألبيسين | + 11 ث         |        |
| 4.            | فيليب جيلبير  | بلجيكا        | كويك ستب-فلورز | + 12 ث         |        |
| 5.            | جوليان فيرموت | بلجيكا        | كويك ستب-فلورز | + 38 ث         |        |

## التصنيف العام النهائي
| التصنيف العام | التصنيف العام    | التصنيف العام | التصنيف العام           | التصنيف العام  |        |
| الدراج        | الدراج           | البلد         | الفريق                  | الوقت          | السرعة |
| ------------- | ---------------- | ------------- | ----------------------- | -------------- | ------ |
| 1.            | ينس كوكلاير      | بلجيكا        | أوريكا سكوت             | 16 س 59 د 42 ث |        |
| 2.            | ريمي كافانيا     | فرنسا         | كويك ستب-فلورز          | + 6 ث          |        |
| 3.            | طوني مارتين      | ألمانيا       | كاتوشا ألبيسين          | + 11 ث         |        |
| 4.            | فيليب جيلبير     | بلجيكا        | كويك ستب-فلورز          | + 12 ث         |        |
| 5.            | جوليان فيرموت    | بلجيكا        | كويك ستب-فلورز          | + 38 ث         |        |
| 6.            | ماوريتس لامرتينك | هولندا        | كاتوشا ألبيسين          | + 40 ث         |        |
| 7.            | تيسج بنوت        | بلجيكا        | لوتو سودال              | + 40 ث         |        |
| 8.            | أوليفر ناسن      | بلجيكا        | أيه إل أم               | + 42 ث         |        |
| 9.            | روبن جيريرو      | البرتغال      | تريك سيغافريدو          | + 52 ث         |        |
| 10.           | فاوت فان آرت     | بلجيكا        | Verandas Willems-Crelan | + 58 ث         |        |

## وصلات خارجية
- الموقع الرسمي
- طواف بلجيكا 2017 على موقع إحصائيات الدراجات الإحترافية (الإنجليزية)